# فهرست فیلسوفان علم
این فهرست فیلسوفان علم (انگلیسی: List of philosophers of science) است. برای فهرست اسامی به ترتیب حروف الفبا، رده:فیلسوفان را ببینید.

## پیش‌از قرن ۱۹
- راجر بیکن
- فرانسیس بیکن
- گالیلئو گالیله
- دیوید هیوم

## قرن ۱۹
- اگوست کنت
- ویلیام هیول
- جورج هنری لویس
- ویلیام استنلی جونز
- ارنست ماخ
- چارلز سندرز پیرس
- ادموند هوسرل
- فریدریش انگلس

## ۱۹۰۰–۱۹۳۰
- نیکولا تسلا
- آنری پوانکاره
- پی‌یر دوهم
- نیلز بور
- آلبرت اینیشتین
- برتراند راسل
- فرانک رمزی
- موریتس شلیک
- جان دیویی
- آلفرد نورث وایتهد

## ۱۹۳۰–۱۹۶۰
- آلفرد جی آیر
- ماریو بونگه
- هانس رایشنباخ
- ژرژ کانگیلم
- نوآم چامسکی
- کنت کریک
- الکساندر کویره
- کارل پوپر
- رودلف کارناپ
- مایکل پولانی
- اتو نویرات
- کارل گوستاو همپل
- پل اوپنهایم
- گاستون باشلار
- ریچارد بریث‌ویت
- ورنر هایزنبرگ
- تاکتانی میتسوئو
- استفان تولمین

## ۱۹۶۰–۱۹۸۰
- دیوید بلور
- دیوید بوهم
- پاول فایرابند
- مری هسه
- توماس کوهن
- ایمره لاکاتوش
- ارنست نیگل
- هیلاری پاتنم
- ویلارد کواین
- مایکل روس
- کارل فریدریش فون وایتسزکر

## ۱۹۸۰–اکنون
- پیتر آچینستاین
- دیوید آلبرت
- جفری برت
- روی باسکار
- مارتن بودری
- ریچارد بوید
- آرتور کارستی
- نانسی کارترایت
- دیوید کستل
- آنجان چاکراوارتی
- آلن چالمرز
- هاسوک چانگ
- پاتریشا چرچلند
- پاول چرچلند
- دانیل دنت
- جان دوپره
- بس ون فراسن
- رونالد گیر
- پیتر گادفری اسمیت
- ربکا گلدشتاین
- آدولف گرونبام
- سوزان هاک
- ایان هکینگ
- دونا هاراوی
- سندرا هاردینگ
- میچال هلر
- یاکو هینتیکا
- فیلیپ کیچر
- اورسولا کلین
- لری لاودان
- جان لنکس
- پیتر لیپتون
- هلن لونگینو
- الیزابت لوید
- تیم مادلین
- دبورا مایو
- ارنان مک‌مولین
- پیتر مداوار
- ساندرا میچل
- نانسی مورفی
- ماسیمو پیلیوچی
- جان پولکینگ هورن
- استاتیس سیلوس
- هیلاری پاتنم
- بندیکت راتیگان
- الکساندر روزنبرگ
- الیور ساکس
- وسلی سالمون
- اریک اسکری
- کریستین شریدر فریشت
- لاورنس اسکلار
- الیوت سوبر
- میریام سولومون
- کیم استرنلی
- پاتریک ساپس
- روبرتو تورتی
- جان وورال